# كأس أوكرانيا 2011–12
كأس أوكرانيا 2011–12 (بالأوكرانية: Кубок України з футболу 2011—2012)‏ هو الموسم 21 من كأس أوكرانيا. أقيم خلال الفترة 16 يوليو 2011 وحتى مايو 2012، وكان عدد الأندية المشاركة فيه 58، وفاز فيه نادي شاختار دونيتسك.